# Experimenterande Svenska Radioamatörer
Föreningen Experimenterande Svenska Radioamatörer, ofta förkortat ESR, är en ideell förening för svenska radioamatörer.
Föreningen, som bildades år 2003, har cirka 400 medlemmar (2022) av de totalt omkring 11 000 sändaramatörer som finns i Sverige.
ESR har till syfte att stödja radioamatörer i deras hobby, till exempel genom att:
- uppmuntra till tekniska experiment inom amatörradion
- publicera webbtidningen Resonans fritt tillgänglig för alla på webbplatsen
- erbjuda utbildning i radioteknik, elektronik och morsetelegrafi

ESR ingick tillsammans med två andra organisationer, Sveriges Sändareamatörer och Frivilliga radioorganisationen, i den samrådsgrupp PTS startade för att underhålla en provfrågebank som skall säkerställa kvaliteten vid amatörradioprov i Sverige.